# Luz de Teresa
María de la Luz (Lucero) de Teresa de Oteyza (Ciudad de México, 14 de junio de 1965) es una matemática mexicana especializada en la teoría de control de ecuaciones diferenciales parciales. Sus contribuciones más importantes son en el control de ecuaciones parabólicas acopladas. Es investigadora del Instituto de Matemáticas de la Universidad Nacional Autónoma de México (UNAM), y expresidenta de la Sociedad Matemática Mexicana.

## Biografía
De Teresa nació en la Ciudad de México el 14 de junio de 1965; y es ciudadana mexicana. Su padre era un físico que la animó a hacer lo que la hiciera más feliz; decidió que no tener integrales en su vida sería una ausencia horrible.
Estudió matemáticas en la Facultad de Ciencias de la  UNAM y se graduó en 1990. Posteriormente, estudió el doctorado en Matemáticas Aplicadas en la Universidad Complutense de Madrid, obteniendo el grado en 1995. Su disertación, Control de algunas ecuaciones de la Física-Matemática: Ecuación de ondas, del calor y sistema de la termoelasticidad, fue supervisada por Enrique Zuazua.
Es investigadora del Instituto de Matemáticas de la UNAM desde 1995 y fue presidenta de la Sociedad Matemática Mexicana para el período 2018-2020. En 2020 fue nombrada miembro de la Junta de Gobierno de la UNAM.

## Reconocimientos
De Teresa fue elegida miembro de la Academia Mexicana de Ciencias en 2011.  Fue nombrada miembro de honor de la Real Sociedad Matemática Española en 2018.
La UNAM le otorgó el Reconocimiento Sor Juana Inés de la Cruz en 2009.